# Колотов Буерак
Колотов Буерак — село в Саратовском районе Саратовской области России. С 1 января 2022 года входит в состав городского округа Саратова.

## История
Основана русская село Колотов Буерак на рубеже XVIII и XIX веков, около родников, между рекой Волгой и Астраханским почтовым трактом. В некоторых документах в 1816 году встречается как село Колотовка.
После отмены крепостного село стала частью Александровской волости Саратовского уезда.
По статистическим данным 1882—1883 было 175 десятин удобной земли. 
Имелась церковно-приходская школа. Православное население было приписано к приходу Духосошественского храма села Хмелёвка (Шахматовка), находившегося в восьми верстах. К .
В послереволюционные годы Колотов Буерак в составе одноименного сельсовета входил в Александровскую волость, а с 12 ноября 1923 года — Саратовскую волость. В 1941 году населённый пункт встречается также под названием Кочетов Буерак.
Во второй половине XX века село Колотов Буерак оставалось центром сельсовета, здесь размещалась центральная усадьба колхоза «Маяк», позднее (к 1985 году) перенесённая в посёлок Ивановский Колотово-Буеракского сельсовета.В селе работала школа 

## Физико-географическая характеристика
Село расположено в южной части у подножья лесных холмов. Саратовского района, вблизи к автотрассе Р228 и Расстояние до административного центра села Михайловка — 31 км, до областного центра составляет 26 км. С областным центром Колотов Буерак связан автодорогой с твёрдым покрытием.
Климат
Наблюдается большое количество осадков, даже в самый засушливый месяц (согласно классификации климатов Кёппена — Dfa) благоприятный для садоводства и сельского хозяйства. Среднегодовая норма осадков — 441 мм. Наименьшее количество осадков выпадает в марте и составляет 24 мм. Наибольшее количество осадков выпадает в июне, в среднем 46 м. Самый теплый месяц года — Июль со средней температурой 21,3 °C. Январь является самым холодным месяцем, с температурами в среднем −11.1 °C.
| Показатель                                 | Янв.  | Фев.  | Март | Апр. | Май  | Июнь | Июль | Авг. | Сен. | Окт. | Нояб. | Дек. | Год |
| ------------------------------------------ | ----- | ----- | ---- | ---- | ---- | ---- | ---- | ---- | ---- | ---- | ----- | ---- | --- |
| Средняя температура, °C                    | −11,1 | −10,8 | −4,8 | 7,1  | 14,9 | 19,3 | 21,3 | 19,8 | 13,6 | 5,5  | −2,3  | −7,6 | 5,4 |
| Норма осадков, мм                          | 36    | 25    | 24   | 27   | 40   | 46   | 46   | 46   | 41   | 34   | 40    | 36   | 441 |
| Источник: Колотов Буерак (норма 1982-2012) |       |       |      |      |      |      |      |      |      |      |       |      |     |

Часовой пояс
Село Колотов Буерак, как и вся Саратовская область, находится в часовой зоне МСК+1. Смещение применяемого времени относительно UTC составляет +4:00.
Уличная сеть
В селе Колотов Буерак четыре улицы — Верхняя, Нижняя, Садовая, Ташкентская и две территории садовых некоммерческих товариществ — СНТ «Родничок», СНТ «Садовый».

## Население
| 2002 | 2010 |
| ---- | ---- |
| 71   | ↗101 |

В селе на 1 января 2021 года проживает 320 человек. 

## Инфраструктура
Село газифицировано.По улице Садовая работает фельдшерско-акушерский пункт    
Колотов буерак располагается в живописном месте.    

## Достопримечательности
- Колотов буерак находится в центре Заповедника Буркинский лес. Лес богат дубами,липы, осины, берёзы, ели и прочие виды деревьев[9][10], окрестности которых изобилуют грибами, в самом селе есть родниковый пруд.